# Homona antitona
Homona antitona is een vlinder uit de familie van de bladrollers (Tortricidae). De wetenschappelijke naam van de soort is, als Rhapsidoca antitona, voor het eerst geldig gepubliceerd in 1927 door Edward Meyrick.

## Type
- holotype: "male"
- typelocatie: Indonesia, Sumatra.[1]

## Synoniemen
- Rhapsodica fatalis Meyrick, 1927